# 塔莱 (掸邦)
塔莱是缅甸掸邦大其力縣大其力镇区下辖的一个镇。

## 历史
2011年3月24日，缅甸东北部靠近泰国的边境地区发生里氏7.2级地震。截止至2011年3月26日，位于震中以东的塔莱镇共有11人遇难，29人受伤，15座房屋坍塌。